# Yoomiii
Yoomiii foi um girl group alemão-holandês de euro bubblegum formado em 2006 pelas cantoras Bouchra Nisha, Kristin Siegel e Nina Alexandra Filipp. O grupo é bastante conhecido por seus singles de 2006 "Gimme, Gimme, Gimme" e "A Kiss Is All I Miss", do álbum Here We Are. Yoomiii foi composto no início do ano de 2006, para o reality show "Yoomiii: Das Star-Tagebuch", Que foi ao ar todos os dias entre abril e julho, exibido pelo canal Super RTL.

## Discografia

### Álbuns
- 2006 - "Here We Are"
- 2007 - "Let the Music Play"

### Singles
- "Gimme, Gimme, Gimme" (2006)
- "A Kiss Is All I Miss" (2006)
- "Rhythm of Love" (2007)

### DVD
2006: Yoomiii der Film